# Manifiesto por un Arte Revolucionario Independiente
El Manifiesto por un Arte Revolucionario Independiente fue una publicación de la Federación Internacional de Arte Revolucionario Independiente (FIARI), organización de corta duración creada en 1938 a raíz de este manifiesto, que fue firmado por André Breton y Diego Rivera, basándose en su rechazo político y cultural a la Internacional Comunista. Aunque publicado con estas dos firmas, el manifiesto fue redactado de hecho por León Trotski y André Breton. Por razones tácticas, Trotski pidió que la firma de Diego Rivera sustituyese a la suya.

## Historia
En abril de 1938, André Breton viajó a México gracias a una beca del Ministerio de Asuntos Exteriores de Francia. Allí conoció a León Trotski y fue coautor del Manifiesto por un Arte Revolucionario Independiente con él. El Manifiesto publicado fue firmado por Breton y Rivera.
El documento pedía el establecimiento de una Federación Internacional de Arte Revolucionario Independiente. A su regreso a Francia, Breton creó la Federación, estableciendo sucursales en París, Londres y Nueva York, así como en México.  Breton solicitó con éxito el apoyo para el proyecto de personas como Benjamin Péret, Yves Tanguy, André Masson, Victor Serge, Marcel Martinet, Ignazio Silone, Herbert Read (quien, a su vez, obtuvo el apoyo de George Orwell) y otros. 
Sin embargo, la Federación estaba plagada de problemas. Solamente se publicaron dos ediciones de La Clé, el boletín mensual de la sección francesa de la Federación, antes de que cesara su publicación en febrero de 1939 en medio de una crisis política cada vez más profunda en toda Europa.
En su última carta a Trotski en junio de 1939, Breton escribió: "Quizás no tenga mucho talento como organizador, pero al mismo tiempo me parece que me he topado con enormes obstáculos".